# Austrian Death Machine
Az Austrian Death Machine amerikai humoros jellegű thrash metal együttes. 2008-ban alakultak meg a kaliforniai San Diegóban, az As I Lay Dying együttes mellékprojektjeként. A név a népszerű színészre, Arnold Schwarzeneggerre utal. Zeneileg is neki állítanak emléket. Pályafutásuk alatt három stúdióalbumot és két középalbumot jelentettek meg. Lemezeiket a Metal Blade Records, Artillery Records kiadók dobják piacra. A zenekart az AILD énekese, Tim Lambesis alapította. A zenekarban a tagok több egyéb együttesből származnak (pl.: Dååth, Job for a Cowboy, Death by Stereo, Pathology, The Faceless stb.) Az együttes 2014 óta szünetel, valószínűleg azért, hogy a tagok saját zenei társulataikra tudjanak koncentrálni.

## Tagok

### Jelenlegi tagok
- Tim Lambesis – éneklés, gitár, basszusgitár, dobok (2008–2014)
- Chad Ackerman – Arnold Schwarzenegger hangutánzás (2008–2014)
- Josh Robert Thompson – Schwarzenegger hangutánzás a Double Brutal albumon (2009)
- Timothy Benham – Schwarzenegger hangutánzás a Double Brutal albumon (2009)
- Joe Gaudet – Schwarzenegger hangutánzás a Triple Brutal albumon (2014)

## Diszkográfia
- Total Brutal (stúdióalbum, 2008)
- A Very Brutal Christmas (EP, 2008)
- Double Brutal (stúdióalbum, 2009)
- Jingle All the Way (EP, 2011)
- Triple Brutal (stúdióalbum, 2014)